# Юнкрови
Юнкрови (пол. Junkrowy, нім. Jungfernberg) — село в Польщі, у гміні Скаршеви Староґардського повіту Поморського воєводства.
Населення — 121 особа (2011).
У 1975-1998 роках село належало до Гданського воєводства.

## Демографія
Демографічна структура станом на 31 березня 2011 року:
|          | Загалом | Допрацездатний вік | Працездатний вік | Постпрацездатний вік |
| -------- | ------- | ------------------ | ---------------- | -------------------- |
| Чоловіки | 66      | 14                 | 48               | 4                    |
| Жінки    | 55      | 16                 | 27               | 12                   |
| Разом    | 121     | 30                 | 75               | 16                   |